# 扎艾達里夫卡
49°34′10″N 39°6′26″E / 49.56944°N 39.10722°E
扎艾達里夫卡（烏克蘭語：Заайдарівка）是位於烏克蘭東部的村莊，由盧甘斯克州舊比利斯克區的新普斯科夫市鎮負責管轄。該村始建於1710年，面積10.9平方公里，海拔高度71米，2001年人口1,586，人口密度每平方公里145.1人。